# Yaté
Yaté is een gemeente in Nieuw-Caledonië en telt 1.747 inwoners (2014). De oppervlakte bedraagt 1338,4 km², de bevolkingsdichtheid is 1,3 inwoners per km².